# علم الحديث
علم الحديث هو العلم المعني بدراسة كل ما ورد عن النبي ﷺ من قول أو عمل أو تقرير أو صفة خُلُقِية أو خِلْقِية، وكذلك ما ورد عن الصحابة والتابعين ، واستُعمل عند العلماء كاصطلاح يُطلقونه بإطلاقين: علم الحديث دراية ويُسمى أيضا مصطلح الحديث وأصول الحديث، وهو العلم بالقوانين التي يُعرف بها أحوال سند الحديث ومتنه وما يطرأ عليهما. وعلم الحديث رواية، وهو العلم الذي يبحث في معنى الحديث وتفسيره وضبطه وتحرير ألفاظه وما يستنبط منه.
تجلت أول مبادئ علم الحديث منذ عصر النبي ﷺ، فكان الصحابة يحرصون على التثبت من صحة ما يُنسب إلى رسول الله ﷺ على لسان بعضهم أثناء حياته وبعد مماته، ثم ظهر مبدأ التثبت جليا بعد وقوع فتنة مقتل عثمان، عندما كان الصحابة يسألون عن الإسناد، إلى أن ظهرت بواكيره كعلم في أبحاث متفرقة أو ضمن مؤلفات عن علوم أخرى، ثم ظهرت بعض المؤلفات في موضوعاته المتفرقة، حيث سُمي كل موضوع من موضوعاته باسم خاص واختص بالتأليف، مثل موضوع الجرح والتعديل، وموضوع علل الحديث، إلى أن استهل العلم بشكل منفصل علي يد الرامهرمزي بكتابه «المحدث الفاصل بين الراوي والواعي»، وتتابع العلماء بالتأليف فيه، مثل النيسابوري والأصفهاني والبغدادي والقاضي عياض وابن الصلاح بكتابه «علوم الحديث» الذي اشتهر لاحقا ب«مقدمة ابن الصلاح» وهو من عمدة الكتب في هذا العلم.
يُعد علم الحديث أكثر العلوم دخولا في العلوم الشرعية، وهو كعلم يبحث في التثبت من الأخبار، وأول ظهوره كان في الأمة الاسلامة، إذ لم تكن الأمم السابقة تهتم بالنقل والرواية بالإسناد والتحري في معرفة الرجال ودرجتهم من العدالة والضبط، فكانت الحوادث التاريخية تُروى على علاتها.
شكك بعض المستشرقين في صحة الأحاديث النبوية متذرعين بما دخل عليها من وضع ودس، فيما أشاد آخرون بعلم الحديث النبوي.

## مقدمة لعلم الحديث

### كتابة وجمع الحديث
بدأت كتابة الحديث في عصر النبي محمد ﷺ، فكان عدد من الصحابة يكتبون ما يسمعونه منه، وكان لبعضهم صُحف تُعرف باسمه، كصحيفة علي بن أبي طالب، وصحيفة عبد الله بن عمرو بن العاص الذي كان يكتب فيها كل شيئ يسمعه من رسول الله ﷺ وسُميت الصحيفة الصادقة، وصحيفة جابر بن عبد الله، وصحيفة سعد بن عبادة، وصحيفة سمرة بن جندب وغيرهم، وكانت الكتابة تتم بأمر النبي ﷺ لمقاصد عامة أحيانا، أو بطلب من بعض أصحابة أحيانا، كما في كتبه للملوك والأمراء يدعوهم فيها إلى الإسلام، مثل كتابه إلى هرقل ملك الروم، والمقوقس بمصر، وكتاب صلح الحديبية، وصلح تبوك، وصحيفة المدينة، وكتابه لعمرو بن حزم، وكتابه لوائل بن حجر إلى قومه في حضرموت، وأمر النبي ﷺ لأصحابه بكتابة خطبته لأبي شاهٍ اليماني، كما كان الواحد من الصحابة يكتب أحاديث النبي ﷺ لنفسه، ليُتْقن حفظها ويرجع إليها عند الحاجة، ولا تتعدّى كتابتُه خاصة مروياته.
بدأت مرحلة التدوين الفعلي للحديث في عصر عمر بن عبد العزيز، الذي أرسل إلى أبي بكر بن حزم قائلاً: «انظر إلى ما كان من حديث رسول الله ﷺ فاكتبه، فإني خفت دروس العلم وذهاب العلماء، ولا يقبل إلا حديث رسول الله ﷺ ولتفشوا العلم حتى يعلم من لا يعلم، فإن العلم لا يهلك حتى يكون سرا»، وكتب إلى الآفاق: «انظروا حديث رسول الله ﷺ فاجمعوه واحفظوه»، وكان أول من جمع الحديث ابن شهاب الزهري الذي قال فيه عمر بن عبد العزيز: «عليكم بابن شهاب هذا، فإنكم لا تلقون أحدا أعلم بالسنة الماضية منه»، وكان تدوين الزهري عبارة عن جمع للأحاديث من غير تبويب على أبواب العلم، ثم أتى بعد الزهري من جمع الحديث على أبواب، كابن جريج ومالك وابن اسحاق وسعيد بن أبي عروبة وحماد بن سلمة والثوري والأوزاعي وابن المبارك وغيرهم، لكنهم كانوا يجمعون الأحاديث النبوية مع أقوال الصحابة والتابعين في مصنف واحد يُبوب على أبواب. وفي هذا يقول السيوطي في ألفيته:
تطور تدوين السنة بمجيء القرن الثالث الهجري، حيث رحل العلماء في طلب الحديث، كما أفردوا الأحاديث النبوية في مؤلفات منفصلة، ومن أبرزهم الإمام أحمد الذي تزعم هذه المرحلة، والإمام البخاري الذي رتب صحيحه على أبواب الفقه، واقتصر في كتابه على الأحاديث الصحيحة عن رسول الله ﷺ، وتلاه في صنيعه تلميذه الإمام مسلم، ثم تتابع علماء الحديث في التصنيف على أبواب الفقه، فصُنفت السنن الأربعة المشهورة: سنن أبي داود والنسائي والترمذي وابن ماجه.

### ظهور علم الحديث
شكلت آية ﴿يَا أَيُّهَا الَّذِينَ آمَنُوا إِنْ جَاءَكُمْ فَاسِقٌ بِنَبَإٍ فَتَبَيَّنُوا أَنْ تُصِيبُوا قَوْمًا بِجَهَالَةٍ فَتُصْبِحُوا عَلَى مَا فَعَلْتُمْ نَادِمِينَ ۝٦﴾ [الحجرات:6] مبدأ التثبت من الأخبار، وقد طبق الصحابة هذا المبدأ منذ عهد رسول الله ﷺ، ومن أمثلة ذلك ما فعله عمر بن الخطاب لما سمع هشام بن حكيم يقرأ سورة الفرقان في حياة رسول الله ﷺ وكان هشام يقرأ على حروف لم يسمعها عمر، فانطلق عُمر بهشام يقوده إلى رسول الله ﷺ ليتأكد من صحة ما قرأه هشام وكذلك فعل الأعرابي الذي ذهب ليتثبت من صدق رجل أرسله النبي محمد ﷺ لجماعته، فقال للنبي ﷺ: «يا محمد أتانا رسولك فزعم أنك تزعم أن الله أرسلك قال ﷺ: صدق».
ولما ظهرت الفتن في الدولة الإسلامية كثر الخلط في حديث رسول الله ﷺ وبدأت الأحاديث المكذوبة في الظهور، فتنبه المسلمين لذلك، وأخذوا يسألون الراوي عن إسناده لرسول الله ﷺ، وكان «يُنظر إلى أهل السنة فيُؤخذ حديثهم، ويُنظر إلى أهل البدع فلا يؤخذ حديثهم»، ورُوي عن علي  قوله: «كنت إذا سمعت من رسول الله ﷺ حديثًا نفعني الله بما شاء منه، وإذا حدثني عنه غيري استحلفته»، وبلغ من اهتمامهم بالإسناد أن قالوا فيه أنه «من الدين، ولولا الإسناد لقال من شاء ما شاء»، وقد ظهرت بواكير هذا العلم في بعض الأبحاث، بيد أنها لم تأخذ اسم علم مدون مستقل، فقد ظهرت ممزوجة بغيرها من العلوم كما في «كتاب الرسالة» و«كتاب الأم» للإمام الشافعي، وقد ألف العلماء في موضوعات متفرقة من هذا العلم، وسموا كل موضوع باسم خاص أفردوه بالتأليف، كالجرح والتعديل، ورجال الحديث، وعلل الحديث وتلفيق الحديث وغيرها.

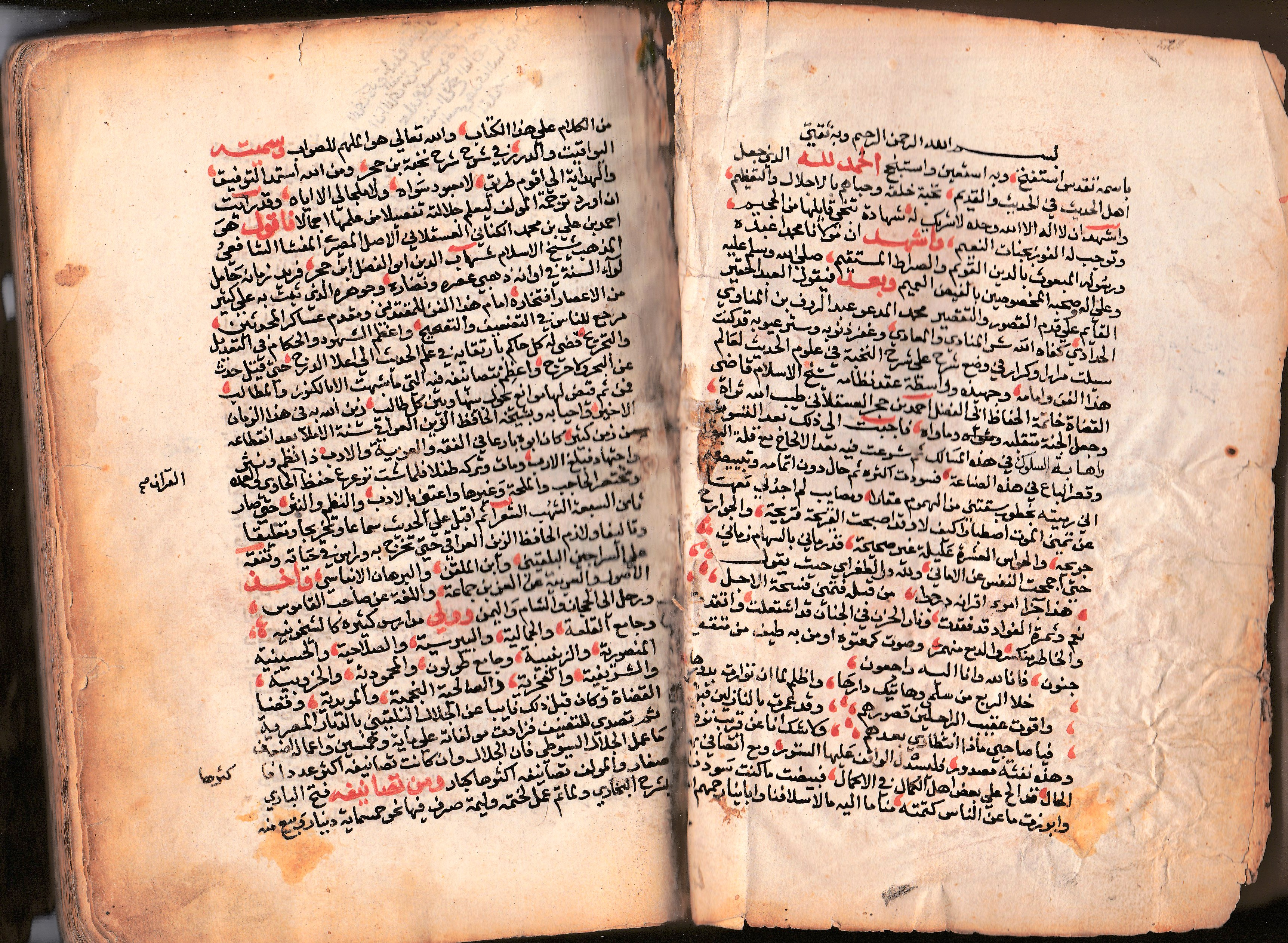
مخطوطة من كتاب «نزهة النظر شرح نخبة الفكر» لابن حجر العسقلاني

وقد استهل العلم علي يد الرامهرمزي في كتابه «المحدث الفاصل بين الراوي والواعي»، وتوالت المؤلفات في علم الحديث مثل كتاب «معرفة علوم الحديث وكمية أجناسه» للنيسابوري، و«المستخرج على معرفة علوم الحديث» للأصفهاني، و«الكفاية في قوانين الرواية» و«الجامع لآداب الشيخ والسامع» للبغدادي، و«الإلماع في أصول الرواية والسماع» للقاضي عياض، و«ما لايسع المحدث جهله» لعمر بن عبد المجيد الميانجي، إلى أن جاء ابن الصلاح بكتابه «علوم الحديث» الذي اشتهر لاحقا ب«مقدمة ابن الصلاح»، فكان من عمدة الكتب في هذا العلم، وقد نظمه العراقي في ألفية العراقي ونظمه السيوطي في ألفية السيوطي، وشرحه السخاوي، كما ألف النووي في هذا العلم كتاب «الإرشاد» الذي اختصره في «التقريب»، وكان ابن حجر من المساهيمن في تحرير هذا العلم وتنقيحه بكتابه «نخبة الفكر» وشرحه «نزهة النظر».
| العلم المخصوص بالدراية يُبين المخصوص بالرواية |
| —مقولة مأثورة عن علماء الحديث                |

يُقسم علم الحديث أحيانا إلى علم الحديث دراية، ويُسمى أيضا مصطلح الحديث وأصول الحديث، وهو العلم بقوانين يُعرف بها أحوال السند (الإسناد)(1) وأحوال المتن وما يطرأ عليهما. وعلم الحديث رواية ويُمثل التطبيق العملي لعلم الحديث دراية، كما الإعراب بالنسبة للنحو، فيبحث علم الحديث رواية في رواية الحديث وضبطه وتحرير ألفاظه ومعنى الحديث وما يستنبط منه.

## دراسة الحديث
تُقسم الأحاديث المنسوبة إلى رسول الله ﷺ إلي قسمين: الحديث المقبول وهو الذي تصح نسبته إلى رسول الله ﷺ، والحديث المردود وهو الذي لا تصح نسبته إليه ﷺ، وللحكم على الحديث بالقبول والرد فإنه يمر بعدة مراحل، تشمل الدراسة التفصيلية لسنده عن طريق معرفة حال كل راو من رواته من حيث العدالة والضبط، ثم دراسة اتصال الرواة، وجمع الأسانيد المختلفة، كما تشمل الدراسة التفصيلية لمتن الحديث، بالبحث عن مواضعه في كتب السنة، وتوافقه مع غيره من متون الأحاديث الأخرى، وحالات التعارض والمخالفة، ودراسة العلل، ودراسة الناسخ والمسوخ منها.

### دراسة السند

#### معرفة حال الرواة
| الجرح في الاصطلاح: رد الحافظ المتقن رواية الراوي لعلة قادحة فيه أو في روايته من فسق أو تدليس أو كذب أو شذوذ أو نحوها. والتعديل في الاصطلاح: وصف الراوي بما يقتضي قبول روايته |
| —كتاب علم الجرح والتعديل لعبد المنعم السيد نجم |

تبدأ دراسة سند الحديث بمعرفة حال كل راو من رواته بشكل شخصي، ويقتضي ذلك معرفة كل راو تاريخيا، ومولده ووفاته، ومن تشابهت أسماؤهم أو كنيتهم، ثم معرفة عدالة كل راو بشهادات من عاصره، وشروط العدالة ومسائلها، ومعرفة درجة ضبطه للحديث بعرض روياته على روايات الثقات ثم مقارنتها بروايات معاصريه، واستخدم علماء الحديث مصطلحات لوصف عدالة وضبط الرواة ومراتب الاحتجاج بحديثهم، ثم قسموا الرواة إلي ثقات، وضعفاء، وثقات خلطوا بسبب ذهاب البصر أو بسبب الخرف، ومُدلسين، وتناولوا كل قسم بالتأليف، مثل «الثقات» لابن حبان، و«تذكرة الحفاظ» و«ميزان الاعتدال في نقد الرجال» للذهبي و«الكامل في ضعفاء الرجال» لابن عدي و«الجرح والتعديل» لأبي حاتم الرازي، و«الإغتباط بمن رمي بالإختلاط» و«التبيين في أسماء المدلسين» للحلبي، و«تعريفات أهل التقديس بمراتب الموصوفين بالتدليس» لابن حجر.
وكذلك قسم علماء الحديث الرواة من حيث السِن والتلقي إلى ثلاث طبقات،(2) فالصحابة طبقة أولى، والتابعون طبقة ثانية، وأتباع التابعين طبقة ثالثة، وألفوا مصنفات في تناولت هذه الطبقات، مثل «الاستيعاب في معرفة الأصحاب» لابن عبد البر، و«أسد الغابة في معرفة الصحابة» لابن الأثير، و«التاريخ الكبير» للبخاري و«الطبقات الكبرى» لابن سعد.

#### اتصال السند
| لما استعمل الرواة الكذب استعملنا لهم التاريخ |
| —سفيان الثوري                                |

يُدرس السند والذي هو سلسلة الرواة الذين نقلوا الحديث واحداً عن الآخر حتى يبلغوا به إلى قائله، لمعرفة اتصال الرواة ببعضهم البعض، وطريقة تلقيهم الحديث عن بعضهم البعض، وتضمن ذلك دراسة أعمار الرواة وزمنهم لمعرفة من عاصرهم، فإذا قال أحد الرواة حدثني فلان ولم يكن مدركا لزمنه علموا أنه كاذب عليه، وقد رُوي عن حفص بن غياث أنه قال: «إذا اتهمتم الشيخ فحاسبوه بالسنين يعني: احسبوا سنة وسن من كتب عنه»،  كما نظروا في الكيفية التي أخذ الرواة بها الحديث بعضهم عن بعض، ودرسوا الأسانيد المختلفة لنفس الحديث لمعرفة المتابعات، واستخدموا مصطلحات لوصف السند من حيث اتصاله وانقطاعه، وبعده وقربه عن رسول الله ﷺ، وطريقة تلقي الرواي للحديث والألفاظ المستخدمة لذلك.
ومن المصنفات حسب نوع الإسناد «تمييز المزيد في متصل الأسانيد» للبغدادي، و«الأحاديث المسلسلة» للسخاوي و«المراسيل» للرازي، و«جامع التحصيل لأحكام المراسيل» للعلائي، و«تغليق التعليق» لابن حجر.

### دراسة المتن

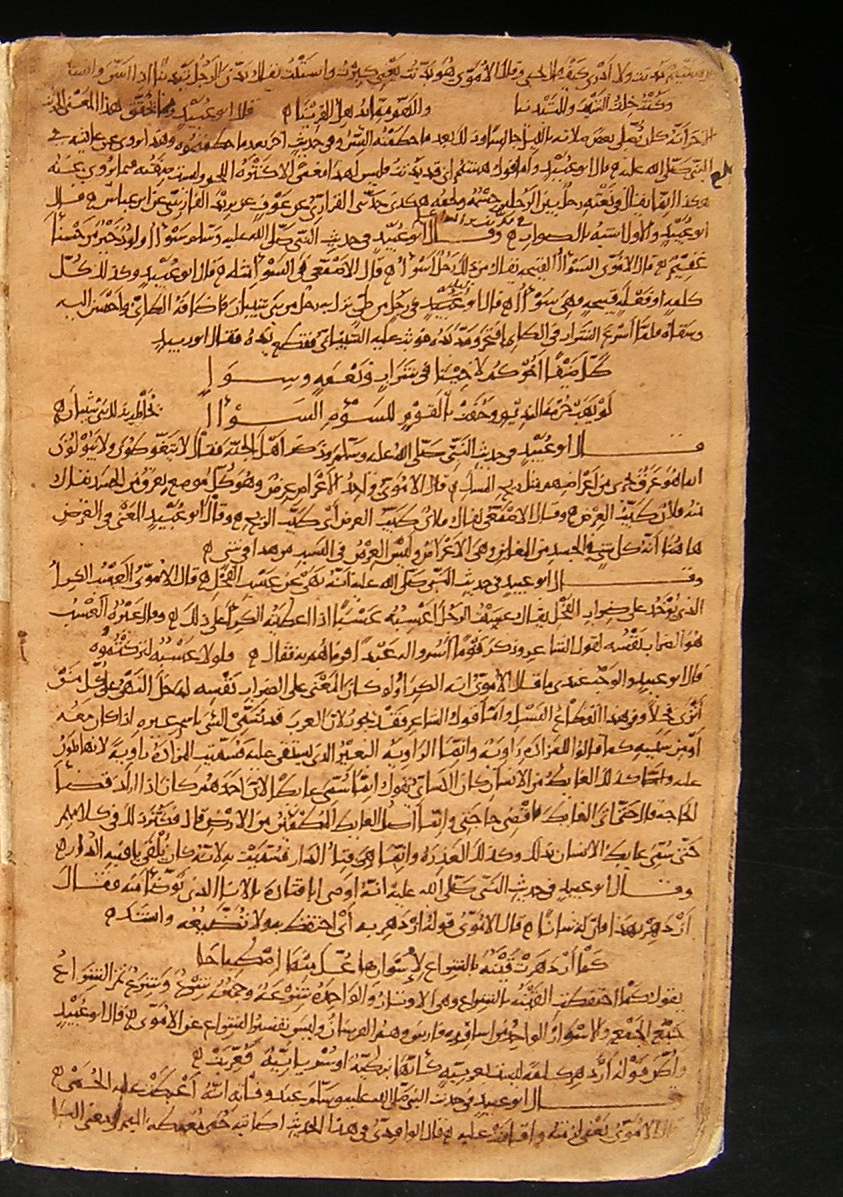
مخطوطة لكتاب «غريب الحديث» للقاسم بن سلام يرجع تاريخها لحوالي السنة 319هـ (931م)

المتن في الحديث هو النص المنقول إلينا من خلال سلسلة الرواة، ويدرس العلماء متن الحديث بشرحه وشرح ألفاظه والغريب منها، ومعرفة المتون الأخرى المروية بلفظه والمروية بمعناه، ووجه الاتفاق والتعارض بينها، والناسخ والمنسوخ منها، ودراسة العلل فيها، واستخدموا مصطلحات لوصف المتن من حيث نسبته لقائله، ومن حيث شهرته وغرابته، ومن حيث موافقته ومخالفته لغيره.
ومن المصنفات حسب نوع المتن «النهاية في غريب الحديث» لابن الأثير، و«غريب الحديث» لابن سلام، و«البيان والتعريف في أسباب ورود الحديث الشريف» لابن حمزة الحسيني، و«الاعتبار في الناسخ والمنسوخ من الآثار» للحازمي، و«اللمع» للسيوطي، و«تأويل مختلف الحديث» للنيسابوري و«شرح مشكل الآثار» للطحاوي و«مشكل الحديث» لابن فورك و«تأويل مختلف الحديث» لابن قتيبة.

### الحكم على الحديث بالقبول والرد
وضع علماء الحديث شروطا تخص السند وأخرى تخص المتن يجب أن تُستوفى قبل الحكم بقبول الحديث:
1. اتصال السند
2. عدالة كل راو من رواته
3. ضبط كل راو من رواته
4. سلامة السند والمتن من الشذوذ
5. سلامة السند والمتن من العلة

والحكم على الحديث قد يقتصر على السند أو على المتن وقد يشمل كلاهما، أما الحكم المقتصر على السند فيختص بالسند محل الدراسة، ولا يمتد ليشمل المتن بمجموع أسانيده (ُطرقه) الأخرى، وأما الحكم المقتصر على المتن فيكون بنسبة الحديث إلى مصدره الذي خُرج فيه، كأن يُقال أخرجه البخاري أو مسلم أو غيرهما، وهذا النواع يفعله من كان قليل المعرفة بعلم الحديث، وأما الحكم على السند والمتن كليهما فيُمكن في حالتين:
- بالإلمام بفروع علم الحديث، وباستقراء جميع كتب السنة التي تناولت هذا الحديث بالدراسة
- بتقليد إمام ناقد عالم بالحديث

#### الحديث المقبول
الحديث المقبول هو كل حديث يُعتقد بصحته ويُقبل نسبته إلى رسول الله ﷺ، وشمل الحديث المقبول الحديث الصحيح لذاته والحديث الصحيح لغيره، والحديث الحسن لذاته والحديث الحسن لغيره، ومن الكتب المصنفة في الحديث المقبول «صحيح البخاري» و«صحيح مسلم» و«صحيح ابن حبان« و«الأحاديث المختارة» للمقدسي، والمستدركات على الصحيحين والمستخرجات عليهما وغيرها.

#### الحديث المردود

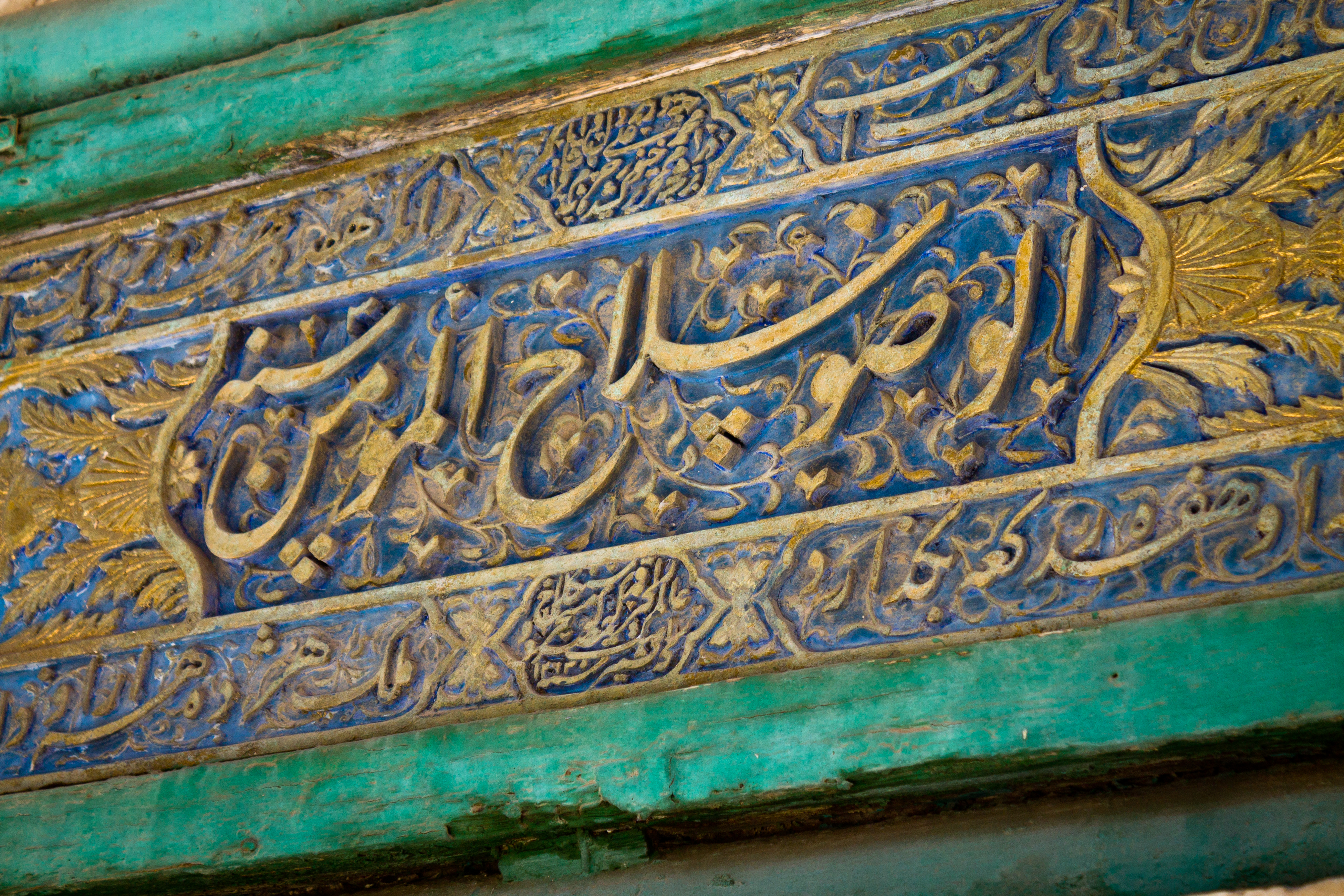
«الوضوء سلاح المؤمن» منقوشة على جدران مسجد محمد علي بالقاهرة، وقال الألباني عنه موضوع

الحديث المردود ويُسمى أيضا الحديث الضعيف هو كل حديث فقد شرطاً من شروط الحديث المقبول، وشمل الحديث الضعيف الحديث المتروك والمطروح والشاذ والمنكر والموضوع وهو شر الأحاديث الضعيفة لأنه مختلق ومنسوب كذباً إلى الرسول ﷺ، ومن الكتب المصنفة في أنواع الحديث الضعيف «اللآلئ المصنوعة في الأحاديث الموضوعة» للسيوطي و«المصنوع في الحديث الموضوع» للحافظ ملا علي القاري.

## رواية الحديث
| التحمل هو نقل (أخذ) الحديث عن الغير بأي طريق من طرق التحمل الصحيحة المعتبرة، وهذا الغير يسمى في عرف المحدثين شيخا. الأداء هو رواية الحديث للغير، وهذا الغير يسمى في عرف المحدثين بطالب الحديث |
| —الوسيط في علوم ومصطلح الحديث لمحمد أبو شهبة بتصرف بسيط |

### طرق تحمل الحديث وأدائه
تعددت طرق نقل الحديث وتحمله، كما تعددت الألفاظ المُستخدمة في روايته، وتشمل طرق روية الحديث ما يلي:
- السماع من لفظ الشيخ: بإملاء أو تحديث من غير إملاء، سواء كان من حفظ الشيخ أو من كتابه، وهو أرفع الأقسام عند الجماهير.
- القراءة على الشيخ وتسمى أيضا العرض: بأن يقرأ الراوي الحديث على الشيخ، أو يقرأ شخص غيره وهو يسمع، وسواء يقرأ من الكتاب أو من حفظه.
- الإجازة: وهي إذن الشيخ لغيره أن يروي عنه حديثا أو كتابا من غير أن يسمعه منه أو يقرأه عليه، ولها أشكال متعددة
- المناولة: وهي أن يعطي الشيخ تلميذَه كتابا أو صحيفة ليرويها عنه، وقد تقترن المناولة بالإجازة
- المكاتبة: وهي أن يكتب الشيخُ إلى الطالب من حديثه بخطه، وقد تقترن المكاتبة بالإجازة
- الإعلام: بأن يُعلم الشيخ تلميذه أن هذا الحديث أو هذا الكتاب سماعه من فلان أو روايته من فلان، مقتصرا على ذلك، من غير أن يقول اروه عني، أو أذنت لك في روايته ونحو ذلك.
- الوجادة: وهي ما وُجد من الحديث في صحيفة من غير سماع ولا إجازة ولا مناولة، كأن يروي الراوي الحديث من كتاب شيخ كتبه بخطه ولم يلقه.
- الوصية بالكتب: أن يوصي الراوي بكتاب يُروى عند موته.

وقد استخدم علماء الحديث ألفاظ أداء متنوعة بحسب تنوع الطريقة التي تحمل بها الراوي الحديث من شيخه، وألفاظ الأداء تساعد في معرفة المقبول والمردود من الحديث، لأنها تُعرف بالطريقة التي أخذ بها الراوي الحديث، فيُعلم مدى صحة الروايته أو فسادها، فلو أن الراوي أخذ الحديث من شيخه بطريقة دنيا من طرق التحمل ثم استعمل فيه عبارة أعلى كان مدلسا.

### آداب علم الحديث
لما كان موضوع علم الحديث يشمل كل ما نسب إلى رسول الله ﷺ، فقد اعتُبر من أشرف العلوم وأجلها، ووضع العلماء آدابا لطالبه، منها إخلاص النية، وتطهير القلب من الأغراض الدنيوية، والاستعانة بالله على طلب الحديث، وأخذ النفس بالأخلاق والآداب، والجد في طلب الحديث، وتقديم العناية بالصحيحين، والبدأ بالسماع من أعلم شيوخ البلد ثم الأولى فالأولى، والرحلة في طلب العلم، وعدم التساهل في السماع، والبحث عما أُشكل عليه فإنه أدعى لاجتماع العلم الكثير، ولا يمنعه الحياء أو الكبر عن طلب العلم، والإتقان، وعدم الاقتصار على سماع الحديث وكتابته دون معرفته وفهمه فيكون ذلك تعب من غير طائل، والعمل بالأحاديث فذلك زكاة الحديث، وإفادة الغير وهي من أهم فوائد طلب الحديث، والاشتغال بالتخريج والتأليف والتصنيف عند الاستعداد لذلك والتأهل له.
| إذا أردت أن تحفظ الحديث فاعمل به |
| —وكيع بن الجراح                  |

ويستحب للمحدث أن لا يحدث بحضرة من هو أولى منه بذلك، كما يستحب للمحدث العارف عقد مجلس لإملاء الحديث، فإن سماع الحديث من أحسن وجوه التحمل وأقواها، ولا يسرد الحديث سردا يمنع السامع من إدراك بعضه، وينتقي ما يمليه، وينبه على ما فيه من فائدة وفضيلة، ويتجنب ما لا تحتمله عقول الحاضرين، وما يخشى فيه من دخول الوهم عليهم في فهمه، وكلما انتهى إلى ذكر النبي ﷺ رفع صوته بالصلاة عليه، وترضى عن صحابته.
وقديما كان المحدث يتخذ مستمليا ليوصل اللفظ إلى من هو على بعد منه إذا كان الجمع كبيرا، وكانوا يختارون مستمليا محصلا متيقظا، وكان يستملي على موضع مرتفع، وكان المستملي يتبع لفظ المحدث فيؤديه على وجهه من غير خلاف.

## أنواع الحديث
يقسم الحديث إلى أنواع باعتبار قبوله ورده، وباعتبار سنده ومتنه، ثم كل منهم يقسم إلى أنواع

### أنواع الحديث من حيث السند
يسقم الحديث من حيث اتصال إسناده وانقطاعه إلى:
- الحديث المتصل: الذي لم يسقط أحد من رواة إسناده بأن سمع كل راو ممن فوقه إلى منتهاه
- الحديث المنقطع: هو ما سقط من إسناده رجل أو أكثر، ولذا لم يتصل إسناده فصار منقطعا
  - الحديث المعضل: هو ما سقط من إسناده اثنان فأكثر
  - الحديث المرسل: هو الذي أضافه التابعي إلى رسول الله
  - الحديث المعلق: هو الذي حذف من أول إسناده واحد أو أكثر على التوالي

يسقم الحديث من حيث تعدد طرق السند إلى:
- الحديث المتواتر: وهو الحديث الذي تحقق فيه كثرة عدد رواته، لا يواطئون ولا يتوافقون على الكذب، رووا ذلك عن مثلهم من الابتداء إلى الانتهاء، وأن يكون مستند خبرهم الحس.
- حديث الآحاد: هو ما لم توجد فيه شروط المتواتر سواء أكان الراوي واحدا أو أكثر، ويشمل:
  - الحديث الغريب: ما انفرد به راو واحد
  - الحديث العزيز: وهو ما رواه اثنان فقط
  - الحديث المشهور: هو ما رواه ثلاثة فأكثر لكنه لم يحقق شروط المتواتر

يسقم الحديث من حيث عدد الرواة في طريق السند الواحد إلى:
- الحديث العالي: هو ما قربت رجال سنده من رسول الله
- الحديث النازل: هو ما قابل الحديث العالي بأن تباعد رجاله عن رسول الله

## ابرز الكتب في علم الحديث
- الأربعون النووية للنووي.
- نخبة الفكر في مصطلح أهل الأثر لابن حجر العسقلاني
- فتح المغيث بشرح ألفية الحديث لابن السخاوي.
- الباعث الحثيث في شرح اختصار علوم الحديث لأحمد شاكر.
- بلوغ المرام من أدلة الأحكام لابن حجر العسقلاني.
- رياض الصالحين للنووي.
- البيقونية للبيقوني.
- المنهاج في شرح صحيح مسلم بن الحجاج للنووي.
- فتح الباري بشرح صحيح البخاري لابن حجر العسقلاني
- مقدمة ابن الصلاح لابن الصلاح.

## وصلات خارجية
- كتب الحديث في موقع الإسلام
- مكتبة مشكاة
- مكتبة صيد الفوائد
- لمحة عن تاريخ علم الحديث من إسلام أونلاين
- مكتبة الحديث النبوي الشريف
- الإحكام في الأحكام

## هوامش
- 1 السند والإسناد قد يطلق أحدهما على الآخر[23]
- 2 الطبقة في اصطلاح المحدثين القوم المتعاصرون إذا تشابهوا في السن وفي التلقي عن المشايخ